# François Escard
 (avril 2020).
Si vous disposez d'ouvrages ou d'articles de référence ou si vous connaissez des sites web de qualité traitant du thème abordé ici, merci de compléter l'article en donnant les références utiles à sa vérifiabilité et en les liant à la section « Notes et références ».
François Escard (Montauban, 14 mars 1836 - Paris, 10 avril 1909) est un bibliothécaire et un homme de lettres français.
Disciple de Frédéric Le Play, François Escard est attaché à la Bibliothèque impériale durant le Second Empire. Par la suite, il travaille à la rédaction du Bulletin de statistique et de législation comparée du ministère des Travaux publics, avant d'être employé par le prince Roland Bonaparte, dont il devient secrétaire-bibliothécaire. Il rédige alors plusieurs ouvrages, dont certains sur la Laponie.

## Œuvres
- Le Prince Roland Bonaparte en Laponie, épisodes et tableaux (1886)
- Paysans corses en communauté (1890)
- Précis d'une monographie d'un pêcheur côtier du Finmark (Laponie, Norvège) (1891)
- Les communautés de familles en France (1896)
- Un pays d'États de langue française à la fin du XIXe siècle, Jersey et ses institutions (1896)
- Corporation et prud'homie des pêcheurs de Martigues (1896)
- Solutions anciennes de la question sociale. Paroisses et communes autonomes Hoedic et Houat (1897)
- Solutions anciennes de la question sociale (1900)
- Fermier normand de Jersey (1900)
- La Paix sociale par la liberté d'association (1901)
- Des Fiancailles et de la nécessité de les faire intervenir dans la loi du mariage (1901)
- La Paix sociale par la liberté d'association (1901)
- Jardinier-plantier de Gasseras, commune de Montauban (Tarn-et-Garonne) (1907)
- Comment travaillait Le Play (1907)
- Solutions anciennes et renaissantes de la question sociale (1912)